# São João da Lagoa
São João da Lagoa là một đô thị thuộc bang Minas Gerais, Brasil. Đô thị này có diện tích 989,854 km², dân số năm 2007 là 4729 người, mật độ 4,7 người/km².